# Dude
Dude (Brasil: Dude - A Vida é Assim) é um filme americano de 2018, dos gêneros comédia dramática e amadurecimento, escrito e dirigido por Olivia Milch e estrelado por Lucy Hale, Kathryn Prescott, Alexandra Shipp, Awkwafina, Alex Wolff, Austin Butler e Michaela Watkins. Foi lançado em 20 de abril de 2018, pela Netflix.

## Sinopse
Após os intensos anos do ensino médio, um grupo de amigas precisará lidar com as desvantagens, as responsabilidades, os problemas e os desafios da vida como jovens adultas.

## Elenco
- Lucy Hale como Lily
- Kathryn Prescott como Chloe Daniels
- Alexandra Shipp como Amelia
- Awkwafina como Rebecca
- Alex Wolff como Noah[3]
- Ronen Rubinstein como Mike[4]
- Austin Abrams como James[5]
- Jerry MacKinnon como Sam
- Austin Butler como Thomas Daniels
- Satya Bhabha como Immanuel Bemis[6]
- Brooke Smith como Lorraine Daniels
- Nora Dunn como Rosa
- Ian Gomez como Jerry
- Stony Blyden como Stony
- Claudia Doumit como Jessica
- Sydney Lucas como Olivia
- Dana Williams como Crooner
- Colton Dunn como Diretor Higgins
- Michaela Watkins como a Jill
- Jack McBrayer como Guy
- Sasha Spielberg como Carrie
- Claudia Doumit como Jessica
- Artemis Pebdani como Sapphire
- Esther Povitsky como Alicia

## Produção
Em 2 de novembro de 2015, foi anunciado que Olivia Milch faria sua estreia na direção com um filme de comédia, intitulado Dude, baseado em seu próprio roteiro sobre quatro melhores amigas do ensino médio, com Lucy Hale escalada para estrelar. O roteiro foi listado na Black List de 2013 dos melhores roteiros não produzidos. Heather Rae, Langley Perer, Jimmy Miller, Andrew Duncan e Jen Isaacson produziram o filme. No mesmo mês, Kathryn Prescott, Alexandra Shipp, Awkwafina, Alex Wolff, Satya Bhabha, Ronen Rubinstein e Austin Butler se juntaram ao elenco do filme. Em dezembro de 2015, Austin Abrams e Jerry McKinnon também foram adicionados ao elenco.

### Filmagens
As filmagens do filme começaram em 30 de novembro de 2015, em Los Angeles.

## Lançamento
Em maio de 2017, a Netflix adquiriu os direitos de distribuição para o filme. Foi lançado em 20 de abril de 2018.